# Amiibo
Amiibo (stylisé amiibo) est une plateforme de communication en champ proche développée par Nintendo. Cette plateforme optionnelle permet la compatibilité entre les figurines compatibles et les jeux vidéo qui les prennent en charge, permettant également de transférer les données d'un personnage.
Ceci peut-être effectué avec les consoles Nintendo suivantes :
- Wii U (via le Wii U GamePad) ;
- Nintendo 3DS[1] et 2DS (via un adaptateur) ;
- New Nintendo 3DS[2] et New Nintendo 2DS XL (directement avec la console) ;
- Nintendo Switch (via le Joy-Con droit ou la manette Pro) ;
- Nintendo Switch Lite (directement avec la console ou via Joy-Con/manette Pro)[3].
- Nintendo Switch 2

## Historique
Les amiibo sont officiellement dévoilés le 10 juin 2014 lors du Nintendo Digital Event, dans le cadre de la conférence de Nintendo pour l'E3 2014, avec Super Smash Bros. for Nintendo 3DS / for Wii U et Mario Kart 8 sont les premiers jeux compatibles,,,.
Les premières figurines sont commercialisées le 21 novembre 2014 en Amérique du Nord et le 28 novembre 2014 en Europe. Dans les semaines qui suivent, les exemplaires de figurines défectueuses font l'objet de spéculation de la part des collectionneurs qui n'hésitent pas à les racheter pour quelques milliers de dollars.
Les figurines des personnages les plus populaires profitent de nombreux retirages, tandis que celles les moins populaires sont des séries uniques ou ont des retirages moins fréquents,.
Le 14 janvier 2015, Nintendo annonce son intention de mettre en vente une seconde collection comprenant six personnages de la série Super Mario pour la sortie de Mario Party 10.
En février 2015, Nintendo annonce la possibilité de commercialiser des amiibo sous forme de cartes dès l'année 2015. Le premier jeu à utiliser ce genre de cartes est Animal Crossing: Happy Home Designer.

## Figurines et cartes amiibo

### CollectionSuper Smash Bros.
Le 29 août 2014, Nintendo dévoile les douze figurines disponibles lors du lancement de la gamme créée pour Super Smash Bros. for Nintendo 3DS / for Wii U. Le lancement a lieu le 21 novembre 2014 en Amérique du Nord et le 28 novembre 2014 en Europe. La collection s'agrandit successivement par l'ajout de nouvelles figurines de façon régulière jusqu'au 21 juillet 2017. Avec la sortie de Super Smash Bros. Ultimate sur Nintendo Switch, une nouvelle série d'amiibo est annoncée : trois pour le 7 décembre 2018, trois pour le 15 février 2019, trois pour le 12 avril 2019, trois pour le 19 juillet 2019, trois pour le 20 septembre 2019, trois pour le 15 novembre 2019 et deux pour le 17 janvier 2020. Une sortie des figurines des futurs combattants DLC a été confirmé le 22 juin 2020 dont 2 sortiront le 25 septembre 2020.
| N°  | Personnage                 | Franchise                 | Date de sortie    | Vague |
| --- | -------------------------- | ------------------------- | ----------------- | ----- |
| 001 | Mario                      | Super Mario               | 28 novembre 2014  | no 1  |
| 002 | Peach                      | Super Mario               | 28 novembre 2014  | no 1  |
| 003 | Yoshi                      | Super Mario (Yoshi)       | 28 novembre 2014  | no 1  |
| 004 | Donkey Kong                | Super Mario (Donkey Kong) | 28 novembre 2014  | no 1  |
| 005 | Link                       | The Legend of Zelda       | 28 novembre 2014  | no 1  |
| 006 | Fox                        | Star Fox                  | 28 novembre 2014  | no 1  |
| 007 | Samus                      | Metroid                   | 28 novembre 2014  | no 1  |
| 008 | Entraîneuse Wii Fit        | Wii Fit                   | 28 novembre 2014  | no 1  |
| 009 | Villageois / Habitant      | Animal Crossing           | 28 novembre 2014  | no 1  |
| 010 | Pikachu                    | Pokémon                   | 28 novembre 2014  | no 1  |
| 011 | Kirby                      | Kirby                     | 28 novembre 2014  | no 1  |
| 012 | Marth                      | Fire Emblem               | 28 novembre 2014  | no 1  |
| 013 | Zelda                      | The Legend of Zelda       | 19 décembre 2014  | no 2  |
| 014 | Diddy Kong                 | Super Mario (Donkey Kong) | 19 décembre 2014  | no 2  |
| 015 | Luigi                      | Super Mario               | 19 décembre 2014  | no 2  |
| 016 | Little Mac                 | Punch-Out!!               | 19 décembre 2014  | no 2  |
| 017 | Pit                        | Kid Icarus                | 19 décembre 2014  | no 2  |
| 018 | Captain Falcon             | F-Zero                    | 19 décembre 2014  | no 2  |
| 019 | Harmonie & Luma / Rosalina | Super Mario               | 23 janvier 2015   | no 3  |
| 020 | Bowser                     | Super Mario               | 23 janvier 2015   | no 3  |
| 021 | Lucario                    | Pokémon                   | 23 janvier 2015   | no 3  |
| 022 | Link Cartoon               | The Legend of Zelda       | 23 janvier 2015   | no 3  |
| 023 | Sheik                      | The Legend of Zelda       | 23 janvier 2015   | no 3  |
| 024 | Ike                        | Fire Emblem               | 23 janvier 2015   | no 3  |
| 025 | Shulk                      | Xenoblade Chronicles      | 20 février 2015   | no 4  |
| 026 | Sonic                      | Sonic the Hedgehog        | 20 février 2015   | no 4  |
| 027 | Mega Man                   | Mega Man                  | 20 février 2015   | no 4  |
| 028 | Roi DaDiDou                | Kirby                     | 20 février 2015   | no 4  |
| 029 | Meta Knight                | Kirby                     | 20 février 2015   | no 4  |
| 030 | Daraen / Robin             | Fire Emblem               | 24 avril 2015     | no 5  |
| 031 | Lucina                     | Fire Emblem               | 24 avril 2015     | no 5  |
| 032 | Wario                      | Super Mario (Wario)       | 24 avril 2015     | no 5  |
| 033 | Dracaufeu                  | Pokémon                   | 24 avril 2015     | no 5  |
| 034 | Ness                       | Mother                    | 24 avril 2015     | no 5  |
| 035 | PAC-MAN                    | PAC-MAN                   | 24 avril 2015     | no 5  |
| 036 | Amphinobi                  | Pokémon                   | 29 mai 2015       | no 6  |
| 037 | Rondoudou                  | Pokémon                   | 29 mai 2015       | no 6  |
| 038 | Palutena                   | Kid Icarus                | 26 juin 2015      | no 7  |
| 039 | Pit maléfique              | Kid Icarus                | 26 juin 2015      | no 7  |
| 040 | Samus sans armure          | Metroid                   | 26 juin 2015      | no 7  |
| 041 | Ganondorf                  | The Legend of Zelda       | 26 juin 2015      | no 7  |
| 042 | Dr Mario                   | Docteur Mario             | 17 juillet 2015   | no 8  |
| 043 | Bowser Jr.                 | Super Mario               | 17 juillet 2015   | no 8  |
| 044 | Olimar                     | Pikmin                    | 17 juillet 2015   | no 8  |
| 045 | Mr. Game & Watch           | Game & Watch              | 25 septembre 2015 | no 9  |
| 046 | R.O.B.                     | NES                       | 25 septembre 2015 | no 9  |
| 047 | Duo Duck Hunt              | Duck Hunt                 | 25 septembre 2015 | no 9  |
| 048 | Boxeur Mii                 | Nintendo                  | 25 septembre 2015 | no 9  |
| 049 | Épéiste Mii                | Nintendo                  | 25 septembre 2015 | no 9  |
| 050 | Tireuse Mii                | Nintendo                  | 25 septembre 2015 | no 9  |
| 051 | Mewtwo                     | Pokémon                   | 23 octobre 2015   | no 10 |
| 052 | Falco                      | Star Fox                  | 20 novembre 2015  | no 11 |
| 053 | Lucas                      | Mother                    | 29 janvier 2016   | no 12 |
| 054 | R.O.B. (couleurs Famicom)  | NES                       | 18 mars 2016      | no 13 |
| 055 | Roy                        | Fire Emblem               | 18 mars 2016      | no 13 |
| 056 | Ryu                        | Street Fighter            | 18 mars 2016      | no 13 |
| 057 | Cloud                      | Final Fantasy             | 21 juillet 2017   | no 14 |
| 058 | Cloud (Joueur 2)           | Final Fantasy             | 21 juillet 2017   | no 14 |
| 059 | Corrin                     | Fire Emblem               | 21 juillet 2017   | no 14 |
| 060 | Corrin (Joueur 2)          | Fire Emblem               | 21 juillet 2017   | no 14 |
| 061 | Bayonetta                  | Bayonetta                 | 21 juillet 2017   | no 14 |
| 062 | Bayonetta (Joueur 2)       | Bayonetta                 | 21 juillet 2017   | no 14 |
| 063 | Wolf                       | Star Fox                  | 7 décembre 2018   | no 15 |
| 064 | Fille Inkling              | Splatoon                  | 7 décembre 2018   | no 15 |
| 065 | Ridley                     | Metroid                   | 7 décembre 2018   | no 15 |
| 066 | Plante Piranha             | Super Mario               | 15 février 2019   | no 16 |
| 067 | King K. Rool               | Donkey Kong               | 15 février 2019   | no 16 |
| 068 | Ice Climbers               | Ice Climber               | 15 février 2019   | no 16 |
| 069 | Ken                        | Street Fighter            | 12 avril 2019     | n° 17 |
| 070 | Link enfant                | The Legend of Zelda       | 12 avril 2019     | n° 17 |
| 071 | Daisy                      | Super Mario               | 12 avril 2019     | n° 17 |
| 072 | Pichu                      | Pokémon                   | 19 juillet 2019   | n° 18 |
| 073 | Marie / Isabelle           | Animal Crossing           | 19 juillet 2019   | n° 18 |
| 074 | Dresseur de Pokémon        | Pokémon                   | 19 juillet 2019   | n° 18 |
| 075 | Snake                      | Metal Gear                | 20 septembre 2019 | n°19  |
| 076 | Herbizarre                 | Pokémon                   | 20 septembre 2019 | n°19  |
| 077 | Carapuce                   | Pokémon                   | 20 septembre 2019 | n°19  |
| 078 | Simon                      | Castlevania               | 15 novembre 2019  | n°20  |
| 079 | Félinferno                 | Pokémon                   | 15 novembre 2019  | n°20  |
| 080 | Chrom                      | Fire Emblem               | 15 novembre 2019  | n°20  |
| 081 | Samus sombre               | Metroid                   | 17 janvier 2020   | n°21  |
| 082 | Richter Belmont            | Castlevania               | 17 janvier 2020   | n°21  |
| 083 | Joker                      | Persona                   | 25 septembre 2020 | n°22  |
| 084 | Héros                      | Dragon Quest              | 25 septembre 2020 | n°22  |
| 085 | Banjo & Kazooie            | Banjo-Kazooie             | 25 mars 2021      | n°23  |
| 086 | Terry                      | Fatal Fury                | 25 mars 2021      | n°23  |
| 087 | Byleth                     | Fire Emblem               | 25 mars 2021      | n°23  |
| 088 | Min Min                    | Arms                      | 29 avril 2022     | n°24  |
| 089 | Steve/Alex                 | Minecraft                 | 9 septembre 2022  | n°25  |
| 090 | Sephiroth                  | Final Fantasy             | 13 janvier 2023   | n°26  |
| 091 | Kazuya Mishima             | Tekken                    | 13 janvier 2023   | n°26  |
| 092 | Pyra/Mythra                | Xenoblade Chronicles 2    | 21 juillet 2023   | n°27  |
| 093 | Sora                       | Kingdom Hearts            | 16 février 2024   | n°28  |

### CollectionSuper Mario
Lors de la présentation vidéo Nintendo Direct du 14 janvier 2015, Nintendo annonce qu’une nouvelle collection de figurines amiibo serait proposée sur le marché pour accompagner la sortie de Mario Party 10. Cette collection compte six personnages tirés de la série Super Mario. Ces nouvelles figurines sont indifféremment compatibles avec les mêmes jeux que leurs semblables de la collection Super Smash Bros. for 3DS / Wii U excepté Toad.
Lors de l'édition 2016 de l'Electronic Entertainment Expo, une nouvelle série de personnages de la collection Super Mario sont annoncés et accompagneront la sortie de Mario Party: Star Rush,.
Lors du Nintendo Treehouse de l'E3 2017, Nintendo a présenté de nouveaux amiibo Super Mario à l'occasion de la sortie de Mario & Luigi: Superstar Saga + Les Sbires de Bowser sur Nintendo 3DS et Super Mario Odyssey sur Nintendo Switch.
Deux autres Amiibo sont annoncés pour le portage Super Mario 3D World + Bowser's Fury et sont sorties le 12 février 2021.
| Personnage                     | Date de sortie                                                                    | Vague                |
| ------------------------------ | --------------------------------------------------------------------------------- | -------------------- |
| Mario                          | 20 mars 2015                                                                      | n°1                  |
| Luigi                          | 20 mars 2015                                                                      | n°1                  |
| Bowser                         | 20 mars 2015                                                                      | n°1                  |
| Peach                          | 20 mars 2015                                                                      | n°1                  |
| Yoshi                          | 20 mars 2015                                                                      | n°1                  |
| Donkey Kong                    | 20 mars 2015                                                                      | n°1                  |
| Toad                           | 20 mars 2015                                                                      | n°1                  |
| Wario                          | 20 mars 2015                                                                      | n°1                  |
| Boo                            | 7 octobre 2016                                                                    | n°2                  |
| Harmonie                       | 7 octobre 2016                                                                    | n°2                  |
| Waluigi                        | 4 novembre 2016                                                                   | n°3                  |
| Daisy                          | 4 novembre 2016                                                                   | n°3                  |
| Diddy Kong                     | 4 novembre 2016                                                                   | n°3                  |
| Koopa Troopa                   | 6 octobre 2017                                                                    | n°4                  |
| Goomba                         | 6 octobre 2017                                                                    | n°4                  |
| Mario - Tenue de mariage       | 27 octobre 2017                                                                   | n°5                  |
| Peach - Tenue de mariage       | 27 octobre 2017                                                                   | n°5                  |
| Bowser - Tenue de mariage      | 27 octobre 2017                                                                   | n°5                  |
| Mario - Transformation en chat | 12 février 2021                                                                   | n°6                  |
| Peach - Transformation en chat | 12 février 2021                                                                   | n°6                  |
| Mario - Édition or             | 20 mars 2015 (Amérique du Nord) 25 juin 2015 (Australie) 17 décembre 2015 (Japon) | Non sortis en Europe |
| Mario - Édition argent         | 29 mai 2015 (Exclusivité nord-américaine, Australie et Nouvelle-Zélande)          | Non sortis en Europe |

### CollectionDonkey Kong Bananza
A l'occasion de la sortie du jeu Donkey Kong Bananza, un amiibo Donkey Kong & Pauline sera disponible le 17 juillet 2025.
| Personnage            | Date de sortie  |
| --------------------- | --------------- |
| Donkey Kong & Pauline | 17 juillet 2025 |

### CollectionSplatoon
Lors de la présentation vidéo Nintendo Direct du 2 avril 2015, Nintendo annonce qu’une nouvelle collection de figurines amiibo serait proposée sur le marché pour accompagner la sortie de Splatoon. Cette collection compte trois personnages tirés de la série Splatoon. Ces figurines ne sont compatibles qu'avec le jeu Splatoon et les jeux proposant une compatibilité amiibo pour débloquer un bonus, comme les vies dans Captain Toad: Treasure Tracker ou des costumes à leurs effigies dans Super Mario Maker.
Dans une vidéo publiée le 30 avril 2016, Nintendo annonce la sortie de cinq nouveaux amiibo Splatoon, dont trois sont des re-colorations de figurines déjà existantes. Les nouvelles figurines permettront d'écouter les musiques des Calamazones (dont certaines en exclusivité) et d'avoir accès à des danses spéciales de celles-ci dans le jeu Splatoon ; elles sont aussi compatibles avec d'autres jeux, tandis que les trois autres fonctionnent comme les figurines originelles.
Trois nouveaux amiibo sont proposés pour la sortie de Splatoon 2 le 21 juillet 2017.
Dans une vidéo publiée le 11 février 2018, deux nouveaux amiibo sont annoncés mais aucune date n'est annoncée.
Quelque temps plus tard, on apprend que ces amiibo sortiront le 13 juillet 2018.
Dans le cadre d'une nouvelle présentation de l'Octo Expansion à l'E3 2018 qui révèle la date de sortie de celle-ci, trois nouveaux amiibo sont annoncés. Ils sont sortis le 9 novembre 2018.
A l'occasion de la sortie de Splatoon 3, trois nouveaux amiibos sont disponibles en Hiver 2022.
| Personnage                 | Date de sortie  | Vague |
| -------------------------- | --------------- | ----- |
| Garçon Inkling             | 29 mai 2015     | n°1   |
| Fille Inkling              | 29 mai 2015     | n°1   |
| Calamar Inkling            | 29 mai 2015     | n°1   |
| Ayo                        | 8 juillet 2016  | n°2   |
| Oly                        | 8 juillet 2016  | n°2   |
| Garçon Inkling (violet)    | 8 juillet 2016  | n°2   |
| Fille Inkling (vert clair) | 8 juillet 2016  | n°2   |
| Calamar Inkling (orange)   | 8 juillet 2016  | n°2   |
| Garçon Inkling Splatoon 2  | 21 juillet 2017 | n°3   |
| Fille Inkling Splatoon 2   | 21 juillet 2017 | n°3   |
| Calamar Inkling Splatoon 2 | 21 juillet 2017 | n°3   |
| Perle                      | 13 juillet 2018 | n°4   |
| Coralie                    | 13 juillet 2018 | n°4   |
| Garçon Octaling (rose)     | 9 novembre 2018 | n°5   |
| Fille Octaling (rose)      | 9 novembre 2018 | n°5   |
| Poulpe Octaling (rose)     | 9 novembre 2018 | n°5   |
| Fille Inkling (jaune)      | 1 décembre 2022 | n°6   |
| Salmioche                  | 1 décembre 2022 | n°6   |
| Fille Octaling (bleu)      | 1 décembre 2022 | n°6   |
| Raimi                      | Hiver 2023      | n°7   |
| Angie                      | Hiver 2023      | n°7   |
| Pasquale                   | Hiver 2023      | n°7   |
| Coralie (Tour de l'Ordre)  | Septembre 2024  | n°8   |
| Perle (Tour de l'Ordre)    | Septembre 2024  | n°8   |
| Ayo (Alterna)              | Septembre 2024  | n°9   |
| OIy (Alterna)              | Septembre 2024  | n°9   |

### CollectionYoshi's Woolly World
Nintendo annonce lors du Nintendo Direct du 2 avril 2015 que trois amiibo sortiront en même temps que le jeu Yoshi's Woolly World, soit le 26 juin 2015. La particularité de ces amiibo est que ce ne sont pas des figurines mais des peluches.
Le 24 août 2015, Nintendo présente sur son compte Twitter un nouvel amiibo de cette collection : il s'agit du Méga Yoshi de laine, qui fonctionne comme un amiibo Yoshi de laine vert classique dans la plupart des jeux. Lors du Nintendo Direct du 1er septembre 2016, une adaptation du jeu nommée Poochy & Yoshi's Woolly World est annoncée sur Nintendo 3DS avec un nouvel amiibo en laine à l'effigie de Poochy.
| Personnage               | Date de sortie   |
| ------------------------ | ---------------- |
| Yoshi de laine vert      | 26 juin 2015     |
| Yoshi de laine rose      | 26 juin 2015     |
| Yoshi de laine bleu ciel | 26 juin 2015     |
| Méga Yoshi de laine      | 27 novembre 2015 |
| Poochy de laine          | 3 février 2017   |

### CollectionAnimal Crossing
Cette collection est annoncée durant la présentation vidéo Nintendo Direct du 2 avril 2015. Il s’agit de la première gamme amiibo à être commercialisée sous forme de cartes. Elles accompagnent la sortie du jeu Animal Crossing: Happy Home Designer.
Il y a également les figurines amiibo Animal Crossing dont le lancement coïncide avec la sortie de Animal Crossing: Amiibo Festival sur Wii U. Les deux logiciels sont compatibles avec les figurines ainsi que les cartes amiibo Animal Crossing.

#### Figurines
| No                  | Date de sortie                               | Vague |
| ------------------- | -------------------------------------------- | ----- |
| Marie               | AN : 13 novembre 2015 EUR : 20 novembre 2015 | n°1   |
| Tom Nook            | AN : 13 novembre 2015 EUR : 20 novembre 2015 | n°1   |
| Layette             | AN : 13 novembre 2015 EUR : 20 novembre 2015 | n°1   |
| Kéké Laglisse       | AN : 13 novembre 2015 EUR : 20 novembre 2015 | n°1   |
| Max                 | AN : 13 novembre 2015 EUR : 20 novembre 2015 | n°1   |
| Serge               | AN : 13 novembre 2015 EUR : 20 novembre 2015 | n°1   |
| Risette             | AN : 13 novembre 2015 EUR : 20 novembre 2015 | n°1   |
| Lou                 | AN : 13 novembre 2015 EUR : 20 novembre 2015 | n°1   |
| Céleste             | AN : 22 janvier 2016 EUR : 29 janvier 2016   | n°2   |
| Thibou              | AN : 22 janvier 2016 EUR : 29 janvier 2016   | n°2   |
| Blaise              | AN : 22 janvier 2016 EUR : 29 janvier 2016   | n°2   |
| Resetti             | AN : 22 janvier 2016 EUR : 29 janvier 2016   | n°2   |
| Amiral              | 18 mars 2016                                 | n°3   |
| Charly              | 18 mars 2016                                 | n°3   |
| Méli & Mélo         | 18 mars 2016                                 | n°3   |
| Marie - Tenue d'été | 18 mars 2016                                 | n°3   |

#### Cartes
Les quatre premières séries ont été progressivement commercialisées à partir du 30 juillet 2015 (au Japon) au 10 juin 2016 (en Amérique du Nord) et comprennent chacune 100 cartes amiibo différentes pour utilisation avec Animal Crossing: Happy Home Designer. De plus, l'ensemble du jeu Animal Crossing: amiibo Festival contenait 3 cartes spéciales hors série et non numérotées à l'effigie de Mirza, Rosie et Miro.
À la suite de l'annonce d'une mise à jour gratuite de Animal Crossing: New Leaf le 1er septembre 2016, Nintendo a dévoilé son intention d'éditer une cinquième série de 50 cartes (série Welcome amiibo). 6 cartes de la série Sanrio sont également sorties.
Le 5 novembre 2021, Nintendo édite 48 nouvelles cartes (Série 5) à l'occasion de la mise à jour d'Animal Crossing: New Horizons sur Switch, et de la sortie du DLC Happy Home Paradise.
La collection compte 507 cartes.
| Série 1 (cartes 001-100) | Série 1 (cartes 001-100) |
| Personnages              | N° de carte              |
| ------------------------ | ------------------------ |
| Marie                    | 001                      |
| Tom Nook                 | 002                      |
| DJ Kéké                  | 003                      |
| Cousette                 | 004                      |
| Amiral                   | 005                      |
| Mr Resetti               | 006                      |
| Porcella                 | 007                      |
| Méli                     | 008                      |
| Max                      | 009                      |
| Pascal                   | 010                      |
| Ginette                  | 011                      |
| Rounard                  | 012                      |
| Sarah                    | 013                      |
| Serena                   | 014                      |
| Tortimer                 | 015                      |
| Lionel                   | 016                      |
| Lou                      | 017                      |
| Robert                   | 018                      |
| Bibi                     | 019                      |
| Curt                     | 020                      |
| Dalma                    | 021                      |
| Dolph                    | 022                      |
| Rosalie                  | 023                      |
| Gary                     | 024                      |
| Gustave                  | 025                      |
| Rina                     | 026                      |
| Jon                      | 027                      |
| Gambette                 | 028                      |
| Salami                   | 029                      |
| Tiphaine                 | 030                      |
| Roy                      | 031                      |
| Myrtille                 | 032                      |
| Choco                    | 033                      |
| Kiki                     | 034                      |
| Magogo                   | 035                      |
| Allie                    | 036                      |
| Kabuki                   | 037                      |
| Margaux                  | 038                      |
| Gilbert                  | 039                      |
| Gloria                   | 040                      |
| Narcisse                 | 041                      |
| Selma                    | 042                      |
| Hervé                    | 043                      |
| Luna                     | 044                      |
| Octave                   | 045                      |
| Anne                     | 046                      |
| Wolfram                  | 047                      |
| Manfred                  | 048                      |
| Sylvette                 | 049                      |
| Cédric                   | 050                      |
| Opaline                  | 051                      |
| Irène                    | 052                      |
| Gruyère                  | 053                      |
| Mina                     | 054                      |
| Jeannot                  | 055                      |
| Bengale                  | 056                      |
| Phil                     | 057                      |
| Monique                  | 058                      |
| Nathan                   | 059                      |
| Samson                   | 060                      |
| Tutu                     | 061                      |
| Steakos                  | 062                      |
| Amande                   | 063                      |
| Gradub                   | 064                      |
| Michèle                  | 065                      |
| Grognon                  | 066                      |
| Emma                     | 067                      |
| Dorian                   | 068                      |
| Belle                    | 069                      |
| Biff                     | 070                      |
| Calypso                  | 071                      |
| Léopold                  | 072                      |
| Nora                     | 073                      |
| Porken                   | 074                      |
| Aurélie                  | 075                      |
| Jérémie                  | 076                      |
| Anna                     | 077                      |
| Rosco                    | 078                      |
| Trufa                    | 079                      |
| Jamy                     | 080                      |
| Bérénice                 | 081                      |
| Pouli                    | 082                      |
| Roberta                  | 083                      |
| Bernardo                 | 084                      |
| Ludie                    | 085                      |
| Chef                     | 086                      |
| Clara                    | 087                      |
| Guido                    | 088                      |
| Didi                     | 089                      |
| Axel                     | 090                      |
| Charlène                 | 091                      |
| Henri                    | 092                      |
| Bertha                   | 093                      |
| Cyrano                   | 094                      |
| Rachida                  | 095                      |
| Épicure                  | 096                      |
| Maï                      | 097                      |
| Reynald                  | 098                      |
| Molly                    | 099                      |
| George                   | 100                      |

| Série 2 (cartes 101-200) | Série 2 (cartes 101-200) |
| Personnages              | N° de carte              |
| ------------------------ | ------------------------ |
| Kéké Laglisse            | 101                      |
| Risette                  | 102                      |
| Blaise                   | 103                      |
| Tiquette                 | 104                      |
| Maret                    | 105                      |
| Chausset                 | 106                      |
| Cathie                   | 107                      |
| Mélo                     | 108                      |
| Lazare                   | 109                      |
| Lila                     | 110                      |
| Ciboulot                 | 111                      |
| Don Resetti              | 112                      |
| Marie                    | 113                      |
| Blanca                   | 114                      |
| Djarod                   | 115                      |
| Castor                   | 116                      |
| Jacqu'O                  | 117                      |
| Théo                     | 118                      |
| Maud                     | 119                      |
| Koko                     | 120                      |
| Fanny                    | 121                      |
| Condor                   | 122                      |
| Rosanne                  | 123                      |
| Bob                      | 124                      |
| Gwen                     | 125                      |
| Arnold                   | 126                      |
| Poquette                 | 127                      |
| Tom                      | 128                      |
| Valé                     | 129                      |
| Prince                   | 130                      |
| Terrine                  | 131                      |
| Vladimir                 | 132                      |
| Savana                   | 133                      |
| Moktar                   | 134                      |
| Faustine                 | 135                      |
| Herbert                  | 136                      |
| Cookie                   | 137                      |
| Chuck                    | 138                      |
| Cachou                   | 139                      |
| Faust                    | 140                      |
| Mireille                 | 141                      |
| Pec                      | 142                      |
| Olivia                   | 143                      |
| César                    | 144                      |
| Zoé                      | 145                      |
| Chico                    | 146                      |
| Scooter                  | 147                      |
| Blanche                  | 148                      |
| Steven                   | 149                      |
| Coco                     | 150                      |
| Ronchon                  | 151                      |
| Karen                    | 152                      |
| Alphonse                 | 153                      |
| Renée                    | 154                      |
| Avril                    | 155                      |
| Gaby                     | 156                      |
| Joachim                  | 157                      |
| Sélène                   | 158                      |
| Régis                    | 159                      |
| Pauline                  | 160                      |
| Teddy                    | 161                      |
| Mathilde                 | 162                      |
| Édouard                  | 163                      |
| Noémie                   | 164                      |
| Filibert                 | 165                      |
| Kitty                    | 166                      |
| Stefaon                  | 167                      |
| Nana                     | 168                      |
| Elvis                    | 169                      |
| Rubis                    | 170                      |
| Dimitri                  | 171                      |
| Pansy                    | 172                      |
| Lico                     | 173                      |
| Sabrina                  | 174                      |
| Gérard                   | 175                      |
| Laurie                   | 176                      |
| Rudy                     | 177                      |
| Bonno                    | 178                      |
| Victor                   | 179                      |
| Pécan                    | 180                      |
| Colvert                  | 181                      |
| Alice                    | 182                      |
| Milos                    | 183                      |
| Annie                    | 184                      |
| Aaron                    | 185                      |
| Zabou                    | 186                      |
| Toto                     | 187                      |
| Neferti                  | 188                      |
| Gordon                   | 189                      |
| Hélaine                  | 190                      |
| Ismaël                   | 191                      |
| Mathilda                 | 192                      |
| Enzo                     | 193                      |
| Gladys                   | 194                      |
| Charles                  | 195                      |
| Luppa                    | 196                      |
| Câlin                    | 197                      |
| Ninjette                 | 198                      |
| Miles                    | 199                      |
| Gertrude                 | 200                      |

| Série 3 (cartes 201-300)  | Série 3 (cartes 201-300) |
| Personnages               | N° de carte              |
| ------------------------- | ------------------------ |
| Charly                    | 201                      |
| Thibou                    | 202                      |
| Tom Nook (manteau)        | 203                      |
| Opélie                    | 204                      |
| Élisabec                  | 205                      |
| Antione                   | 206                      |
| Layette                   | 207                      |
| Racine                    | 208                      |
| Morsicus                  | 209                      |
| Serge                     | 210                      |
| Mamiral                   | 211                      |
| Méli                      | 212                      |
| Max (imperméable)         | 213                      |
| Don Resetti (sans casque) | 214                      |
| Marie (kimono)            | 215                      |
| Dindou                    | 216                      |
| Rodolphe                  | 217                      |
| Raina                     | 218                      |
| Miguel                    | 219                      |
| Tigri                     | 220                      |
| Bill                      | 221                      |
| Maëllis                   | 222                      |
| Hector                    | 223                      |
| Wendy                     | 224                      |
| Ken                       | 225                      |
| Mistigri                  | 226                      |
| Flèche                    | 227                      |
| Hippy                     | 228                      |
| Figaro                    | 229                      |
| Véra                      | 230                      |
| Elvis                     | 231                      |
| Kolala                    | 232                      |
| Tony                      | 233                      |
| Marina                    | 234                      |
| Justin                    | 235                      |
| Caro                      | 236                      |
| Nacer                     | 237                      |
| Friga                     | 238                      |
| Rocky                     | 239                      |
| Bichoune                  | 240                      |
| Loran                     | 241                      |
| Biquette                  | 242                      |
| Drago                     | 243                      |
| Marine                    | 244                      |
| Brutus                    | 245                      |
| Éloïse                    | 246                      |
| Crakos                    | 247                      |
| Pamela                    | 248                      |
| Eustache                  | 249                      |
| Eva                       | 250                      |
| Placide                   | 251                      |
| Suzy                      | 252                      |
| Kali                      | 253                      |
| Greta                     | 254                      |
| Wolfgang                  | 255                      |
| Violette                  | 256                      |
| Klaus                     | 257                      |
| Naomie                    | 258                      |
| Tupux                     | 259                      |
| Lili                      | 260                      |
| Barry                     | 261                      |
| Sophie                    | 262                      |
| Gaston                    | 263                      |
| Matéo                     | 264                      |
| Camille                   | 265                      |
| Joseph                    | 266                      |
| Nadia                     | 267                      |
| Daniel                    | 268                      |
| Quenotte                  | 269                      |
| Mike                      | 270                      |
| Tonton                    | 271                      |
| Marilou                   | 272                      |
| Momo                      | 273                      |
| Justine                   | 274                      |
| Jojo                      | 275                      |
| Rhona                     | 276                      |
| Lourant                   | 277                      |
| Dora                      | 278                      |
| Crocket                   | 279                      |
| Victoria                  | 280                      |
| Kalyptus                  | 281                      |
| Gaëlle                    | 282                      |
| Greggae                   | 283                      |
| Mozzar                    | 284                      |
| Patty                     | 285                      |
| Cube                      | 286                      |
| Vanina                    | 287                      |
| Tirbou                    | 288                      |
| Ethan                     | 289                      |
| Isabelle                  | 290                      |
| Darius                    | 291                      |
| Bêêtty                    | 292                      |
| Ralf                      | 293                      |
| Léa                       | 294                      |
| Antonio                   | 295                      |
| Stella                    | 296                      |
| Apollon                   | 297                      |
| Prof                      | 298                      |
| Nadine                    | 299                      |
| Kristine                  | 300                      |

| Série 4 (cartes 301-400) | Série 4 (cartes 301-400) |
| Personnages              | N° de carte              |
| ------------------------ | ------------------------ |
| Marie (robe)             | 301                      |
| Robusto                  | 302                      |
| Astrid                   | 303                      |
| Hélium                   | 304                      |
| Céleste                  | 305                      |
| Mélo                     | 306                      |
| Carla                    | 307                      |
| Liliane                  | 308                      |
| Resetti (sans casque)    | 309                      |
| Méli                     | 310                      |
| Lou (sans maquillage)    | 311                      |
| Ciboulot                 | 312                      |
| Roberto                  | 313                      |
| Gulliver                 | 314                      |
| Rounard                  | 315                      |
| Albin                    | 316                      |
| Mirza                    | 317                      |
| Miro                     | 318                      |
| Rosine                   | 319                      |
| Aimé                     | 320                      |
| Mallory                  | 321                      |
| Bebel                    | 322                      |
| Kat                      | 323                      |
| Graham                   | 324                      |
| Prune                    | 325                      |
| Pachy                    | 326                      |
| Missy                    | 327                      |
| Babouin                  | 328                      |
| Jo                       | 329                      |
| Carlos                   | 330                      |
| Chavrina                 | 331                      |
| Mehdi                    | 332                      |
| Linette                  | 333                      |
| Abraham                  | 334                      |
| Dorothée                 | 335                      |
| Napoléon                 | 336                      |
| Reine                    | 337                      |
| Pierrot                  | 338                      |
| Clarabêl                 | 339                      |
| Émilien                  | 340                      |
| Melba                    | 341                      |
| Nonos                    | 342                      |
| Anabelle                 | 343                      |
| Rougepif                 | 344                      |
| Maiko                    | 345                      |
| Gogo                     | 346                      |
| Vanessa                  | 347                      |
| Blair                    | 348                      |
| Lucie                    | 349                      |
| Martin                   | 350                      |
| Rénata                   | 351                      |
| Hercule                  | 352                      |
| Élise                    | 353                      |
| Walt                     | 354                      |
| Grisette                 | 355                      |
| Pietro                   | 356                      |
| Aurore                   | 357                      |
| Bourico                  | 358                      |
| Esther                   | 359                      |
| Marcel                   | 360                      |
| Perle                    | 361                      |
| Electro                  | 362                      |
| Garance                  | 363                      |
| Marvin                   | 364                      |
| Rose                     | 365                      |
| Crabot                   | 366                      |
| Âne-Lise                 | 367                      |
| Chulin                   | 368                      |
| Madsi                    | 369                      |
| Jacky                    | 370                      |
| Damia                    | 371                      |
| Doc                      | 372                      |
| Pompon                   | 373                      |
| Ben                      | 374                      |
| Sonya                    | 375                      |
| Sourizzi                 | 376                      |
| Koaline                  | 377                      |
| Manu                     | 378                      |
| Lola                     | 379                      |
| Jean-Bon                 | 380                      |
| Déborah                  | 381                      |
| Lobo                     | 382                      |
| Paulito                  | 383                      |
| Maguy                    | 384                      |
| Ramsès                   | 385                      |
| Rosie                    | 386                      |
| Marito                   | 387                      |
| Maëlle                   | 388                      |
| Boubou                   | 389                      |
| Civet                    | 390                      |
| Odile                    | 391                      |
| Gabin                    | 392                      |
| Verbert                  | 393                      |
| Grizzly                  | 394                      |
| Célia                    | 395                      |
| Simon                    | 396                      |
| Urbain                   | 397                      |
| Angus                    | 398                      |
| Titi                     | 399                      |
| Gérard                   | 400                      |

| Série Welcome amiibo (cartes 01-50) | Série Welcome amiibo (cartes 01-50) |
| Personnages                         | N° de carte                         |
| ----------------------------------- | ----------------------------------- |
| Viviane                             | 01                                  |
| Grignotte                           | 02                                  |
| Agnès                               | 03                                  |
| Neige                               | 04                                  |
| Paolo                               | 05                                  |
| Cornio                              | 06                                  |
| Bigoudie                            | 07                                  |
| Jeff                                | 08                                  |
| Bajoue                              | 09                                  |
| Mounia                              | 10                                  |
| Boris                               | 11                                  |
| Miglou                              | 12                                  |
| Kanga                               | 13                                  |
| Ketchup                             | 14                                  |
| Léo                                 | 15                                  |
| Beubeu                              | 16                                  |
| Oursula                             | 17                                  |
| Jacob                               | 18                                  |
| Olympe                              | 19                                  |
| Seguinb                             | 20                                  |
| Primo                               | 21                                  |
| Potama                              | 22                                  |
| Marjorie                            | 23                                  |
| Eddie                               | 24                                  |
| Poulette                            | 25                                  |
| Ottie                               | 26                                  |
| Claude                              | 27                                  |
| Fabien                              | 28                                  |
| Julie                               | 29                                  |
| Louie                               | 30                                  |
| Béa                                 | 31                                  |
| Maréchal                            | 32                                  |
| Ella                                | 33                                  |
| Croko                               | 34                                  |
| Bébert                              | 35                                  |
| Sucrette                            | 36                                  |
| Leandro                             | 37                                  |
| Rhino                               | 38                                  |
| Cashmir                             | 39                                  |
| Rénato                              | 40                                  |
| Norma                               | 41                                  |
| Gonzo                               | 42                                  |
| Laflèche                            | 43                                  |
| Tarina                              | 44                                  |
| Grisa                               | 45                                  |
| Loupiot                             | 46                                  |
| Phébus                              | 47                                  |
| Cléa                                | 48                                  |
| Isaac                               | 49                                  |
| Nadeige                             | 50                                  |

| Série Sanrio | Série Sanrio |
| Personnages  | N° de carte  |
| ------------ | ------------ |
| Rilla        | s1           |
| Marty        | s2           |
| Étoile       | s3           |
| Chelsea      | s4           |
| Chaï         | s5           |
| Toby         | s6           |

### Collection Mario30eanniversaire
Le 16 juin 2015, Nintendo annonce dans son Digital Event diffusé pour l'E3 2015 que deux nouveaux amiibo sortiront pour fêter le 30e anniversaire de Super Mario Bros.. La première figurine sort en même temps que le jeu Super Mario Maker tandis que la deuxième sort le mois d'après.
| Personnage                  | Date de sortie    |
| --------------------------- | ----------------- |
| Mario - Couleurs classiques | 11 septembre 2015 |
| Mario - Couleurs modernes   | 23 octobre 2015   |

### Chibi-Robo!
L'amiibo Chibi-Robo sert à débloquer un Chibi-Robo doré pour le jeu Chibi-Robo! Zip Lash.
| Personnage | Date de sortie  |
| ---------- | --------------- |
| Chibi-Robo | 6 novembre 2015 |

### Shovel Knight
Dans une vidéo publiée sur la chaîne YouTube officielle de Nintendo, la sortie prochaine d'un amiibo aux couleurs du personnage principal du jeu Shovel Knight du studio Yacht Club Games a été annoncée. La date de sortie est finalement fixée au 11 décembre 2015.
| Personnage                 | Date de sortie   |
| -------------------------- | ---------------- |
| Shovel Knight              | 11 décembre 2015 |
| Shovel Knight - Édition or | 10 décembre 2019 |
| King Knight                | 15 février 2020  |
| Plague Knight              | 15 février 2020  |
| Specter Knight             | 15 février 2020  |

### Mega Man Legacy Collection
Le Mega Man - Édition Or est sorti le 27 février 2016 en Amérique du Nord dans un pack comprenant le jeu Mega Man Legacy et l’amiibo. Il s’agit du deuxième amiibo à être de couleur or (le premier étant Mario d'or).
Un amiibo Mega Man 11 est également disponible pour accompagner la sortie du jeu Mega Man 11 sur Switch., mais seulement au Japon et aux États-Unis.
| Personnage            | Date de sortie                       |
| --------------------- | ------------------------------------ |
| Mega Man - Édition or | 27 février 2016 (Amérique du Nord)   |
| Mega Man 11           | 2 octobre 2018 (Japon et États-Unis) |

### CollectionThe Legend of Zelda
Lors du Nintendo Direct du 12 novembre 2015, Nintendo annonce la sortie d'un nouvel amiibo pour accompagner la sortie de The Legend of Zelda : Twilight Princess HD. Il s'agit de celui de Link Loup qui permet d'avoir accès aux Épreuves du Loup,.
Lors de l'édition 2016 de l'Electronic Entertainment Expo, Nintendo annonce que de nouveaux amiibo accompagneront la sortie de The Legend of Zelda: Breath of the Wild.
Lors du Nintendo Spotlight de l'E3 2017, Nintendo a présenté quatre nouveaux amiibo The Legend of Zelda à l'occasion de la sortie du DLC 2 The Legend of Zelda: Breath of the Wild sur Switch et Wii U.
'
Pour la sortie du remake de The Legend of Zelda: Link's Awakening, un amiibo de Link est sorti le 20 septembre 2019.
Pour la sortie de The Legend of Zelda: Skyward Sword HD, un amiibo de Zelda et de Célestrier est sorti le 16 juillet 2021.
Pour la sortie de The Legend of Zelda: Tears of the Kingdom, un amiibo de Link est sorti le 12 mai 2023. A l'occasion du Nintendo Direct du 21 juin 2023, les amiibo Zelda et Ganondorf sont annoncés pour l'hiver 2023.
Le 5 juin 2025, en même temps que la sortie de la Nintendo Switch 2, de nouveaux amiibos de Tears of the Kingdom sont sortis. Il s'agit de Yunobo, Sidon, Riju et Babil. Un amiibo du Golem de Mineru est également prévu à une date encore inconnue.
| Personnage                         | Date de sortie    | Vague |
| ---------------------------------- | ----------------- | ----- |
| Link Loup                          | 4 mars 2016       | n°1   |
| Link - Ocarina of Time             | 2 décembre 2016   | n°2   |
| Link - The Legend of Zelda         | 2 décembre 2016   | n°2   |
| Link Cartoon - The Wind Waker      | 2 décembre 2016   | n°2   |
| Zelda Cartoon - The Wind Waker     | 2 décembre 2016   | n°2   |
| Link - Archer                      | 3 mars 2017       | n°3   |
| Link - Cavalier                    | 3 mars 2017       | n°3   |
| Gardien                            | 3 mars 2017       | n°3   |
| Bokoblin                           | 3 mars 2017       | n°3   |
| Zelda - Breath of the Wild         | 3 mars 2017       | n°3   |
| Link enfant - Majora's Mask        | 23 juin 2017      | n°4   |
| Link - Skyward Sword               | 23 juin 2017      | n°4   |
| Link - Twilight Princess           | 23 juin 2017      | n°4   |
| Mipha                              | 10 novembre 2017  | n°5   |
| Daruk                              | 10 novembre 2017  | n°5   |
| Revali                             | 10 novembre 2017  | n°5   |
| Urbosa                             | 10 novembre 2017  | n°5   |
| Link - Link's Awakening            | 20 septembre 2019 | n°6   |
| Zelda & Célestrier - Skyward Sword | 17 juillet 2021   | n°7   |
| Link - Tears of the Kingdom        | 12 mai 2023       | n°8   |
| Zelda - Tears of the Kingdom       | 3 novembre 2023   | n°9   |
| Ganondorf - Tears of the Kingdom   | 3 novembre 2023   | n°9   |
| Babil                              | 5 juin 2025       | n°10  |
| Yunobo                             | 5 juin 2025       | n°10  |
| Riju                               | 5 juin 2025       | n°10  |
| Sidon                              | 5 juin 2025       | n°10  |
| Golem de Mineru                    | Inconnu           | n°11  |

### CollectionKirby
À la fin du Nintendo Direct du 3 mars 2016, Nintendo annonce que la sortie du jeu Kirby: Planet Robobot est accompagnée de celle de quatre amiibo Kirby. Ces figurines permettent à Kirby d'obtenir des pouvoirs spéciaux.
| Personnage  | Date de sortie |
| ----------- | -------------- |
| Kirby       | 10 juin 2016   |
| Meta Knight | 10 juin 2016   |
| Roi DaDiDou | 10 juin 2016   |
| Waddle Dee  | 10 juin 2016   |

### CollectionMonster Hunter Stories / Monster Hunter Rise
Le jeu Monster Hunter Stories sorti sur Nintendo 3DS propose plusieurs amiibo.
La collection Monster Hunter Stories se compose de 15 figurines dont 6 exclusivement disponibles au Japon. Le jeu Monster Hunter Stories 2 inaugure la sortie exclusive de 9 nouveaux amiibo sur le Nintendo Store. Ces 9 dernières figurines sont disponibles en France.
| Personnage                   | Date de sortie          |
| ---------------------------- | ----------------------- |
| Rathalos + Cavalier masculin | 8 octobre 2016 (Japon)  |
| Rathalos + Cavalier féminin  | 8 octobre 2016 (Japon)  |
| Nabiru                       | 8 octobre 2016 (Japon)  |
| Dan et Qurupeco              | 8 décembre 2016 (Japon) |
| Ayulia et Barioth            | 8 décembre 2016 (Japon) |
| Cheval et Rathian            | 8 décembre 2016 (Japon) |
| Chumsky (Palamute)           | 26 mars 2021            |
| Palico                       | 26 mars 2021            |
| Magnamalo                    | 26 mars 2021            |
| Ratha Destructeur            | 9 juillet 2021          |
| Ena                          | 9 juillet 2021          |
| Tsukino                      | 9 juillet 2021          |
| Malzeno                      | 30 juin 2022            |
| Palico "Felyne Malzeno"      | 30 juin 2022            |
| Chumsky "Canyne Malzeno"     | 30 juin 2022            |

Il existe également certaines figurines uniques ou distribuées en très faible quantité. Il s'agit de certaines des figurines listées ci-dessus avec un revêtement couleur or ou argent. Ces éditions correspondent à des récompenses distribuées lors de tournois organisés pour la sortie des jeux Monster Hunter Stories sur 3DS et Monster Hunter Stories 2 sur Switch.
| Personnage                                | Date de sortie                     |
| ----------------------------------------- | ---------------------------------- |
| Rathalos + Cavalier masculin - couleur or | Récompense de tournoi MH Stories   |
| Cheval et Rathian - couleur argent        | Récompense de tournoi MH Stories   |
| Palamute - couleur or                     | Récompense de tournoi MH Stories 2 |
| Palamute - couleur argent                 | Récompense de tournoi MH Stories 2 |
| Palico - couleur or                       | Récompense de tournoi MH Stories 2 |
| Palico - couleur argent                   | Récompense de tournoi MH Stories 2 |
| Magnamalo - couleur or                    | Récompense de tournoi MH Stories 2 |
| Magnamalo - couleur argent                | Récompense de tournoi MH Stories 2 |

### CollectionMario Sports Superstars
Des cartes amiibo sont proposées à l'occasion de la sortie de Mario Sports Superstars sur Nintendo 3DS. Chaque personnage possède une carte pour chaque sport du jeu : Football, baseball, tennis, golf et équitation.
| Liste des personnages | Liste des personnages |
| Mario                 |                       |
| Luigi                 |                       |
| Yoshi                 |                       |
| Birdo                 |                       |
| Princesse Peach       |                       |
| Princesse Daisy       |                       |
| Waluigi               |                       |
| Boo                   |                       |
| Bébé Mario            |                       |
| Bébé Luigi            |                       |
| Diddy Kong            |                       |
| Bowser Jr.            |                       |
| Donkey Kong           |                       |
| Wario                 |                       |
| Bowser                |                       |
| Harmonie              |                       |
| Mario de métal        |                       |
| Peach d'or rose       |                       |
| --------------------- | --------------------- |

### Collection Dark Souls
| Personnage        | Date de sortie  |
| ----------------- | --------------- |
| Solarius d'Astora | 19 octobre 2018 |

### CollectionBoxBoy
Au Japon, l'amiibo Qbby est disponible à l'occasion de la sortie du jeu Bye-Bye BoxBoy! sur Nintendo 3DS.
| Personnage | Date de sortie |
| ---------- | -------------- |
| Qbby       | 2 février 2017 |

### CollectionFire Emblem
Présentée au public lors du Nintendo Direct du 19 janvier 2017 dédié aux futurs jeux de la licence Fire Emblem, la nouvelle collection d'amiibo met en avant les héros de Fire Emblem Echoes: Shadows of Valentia sorti en 2017 sur Nintendo 3DS. Aux États-Unis, les figurines seront (pour le moment) disponibles dans un bi-pack tandis qu'au Japon, les figurines seront proposées à l'unité. En Europe, aucune information n'a été, pour le moment, communiquée bien que le site officiel de Nintendo montre actuellement un bi-pack.[réf. nécessaire]
Lors du Nintendo Treehouse de l'E3 2017, Nintendo a présenté deux nouveaux amiibo Fire Emblem à l'occasion de la sortie de Fire Emblem Warriors sur Nintendo 3DS et Nintendo Switch.
| Personnage | Date de sortie  |
| ---------- | --------------- |
| Alm        | 19 mai 2017     |
| Celica     | 19 mai 2017     |
| Chrom      | 20 octobre 2017 |
| Tiki       | 20 octobre 2017 |

### CollectionPikmin
Lors du Nintendo Direct du 13 avril 2017, Nintendo a présenté un nouvel amiibo Pikmin à l'occasion de la sortie de Hey! Pikmin sur Nintendo 3DS.
| Personnage | Date de sortie  |
| ---------- | --------------- |
| Pikmin     | 28 juillet 2017 |

### CollectionMetroid
Lors du Nintendo Treehouse de l'E3 2017, Nintendo a présenté deux nouveaux amiibo Metroid à l'occasion de la sortie de Metroid: Samus Returns sur Nintendo 3DS.
| Personnage            | Date de sortie                                                        |
| --------------------- | --------------------------------------------------------------------- |
| Samus                 | 15 septembre 2017                                                     |
| Metroid               | 15 septembre 2017                                                     |
| Metroid Dread - Samus | 5 novembre 2021 (Europe et Australie) 8 octobre 2021 (Reste du monde) |
| Metroid Dread - EMMI  | 5 novembre 2021 (Europe et Australie) 8 octobre 2021 (Reste du monde) |

### CollectionPokémon

#### amiibo
Avec la sortie de Détective Pikachu sur Nintendo 3DS, Nintendo annonce un amiibo de l'univers de Pokémon. Cet amiibo est environ 50% plus grand que les autres figurines.
| Personnage        | Date de sortie |
| ----------------- | -------------- |
| Détective Pikachu | 23 mars 2018   |

#### Carte amiibo
Les premières éditions de Pokkén Tournament sur Wii U (sortie le 18 mars 2016) contenaient une carte amiibo Shadow Mewtwo.

### CollectionDiablo
L'amiibo Loot Goblin est sorti en même temps que le jeu Diablo III sur la console Nintendo Switch. Le design du socle diffère des autres figurines Amiibo (ovale et brillant)
| Personnage | Date de sortie  |
| ---------- | --------------- |
| Gobelin    | 04 Janvier 2019 |

## FigurinesSkylanderscompatibles amiibo
Lors du Digital Event de Nintendo de l'E3 le 16 juin 2015, Activision et Nintendo ont annoncé des figurines Skylanders: SuperChargers compatibles Amiibo en tournant le socle.
Alors qu'elles ne devaient à l'origine n'être vendues qu'en pack avec le jeu, les figurines Turbo Charge Donkey Kong et Hammer Slam Bowser sont finalement disponibles à l'unité depuis le 10 février 2016 livrées avec leur véhicule.
| Personnage                    | Date de sortie                                                                          |
| ----------------------------- | --------------------------------------------------------------------------------------- |
| Turbo Charge Donkey Kong      | 25 septembre 2015 (avec le jeu Skylanders: SuperChargers) 10 février 2016 (sans le jeu) |
| Dark Turbo Charge Donkey Kong | 25 septembre 2015                                                                       |
| Hammer Slam Bowser            | 25 septembre 2015 (avec le jeu Skylanders: SuperChargers) 10 février 2016 (sans le jeu) |
| Dark Hammer Slam Bowser       | 20 septembre 2015 (Amérique du Nord)                                                    |

## Jeux compatibles

### Wii U
- Animal Crossing: amiibo Festival
- Amiibo Touch & Play: Nintendo Classics Highlights[38] : les figurines sont utilisées pour débloquer l'accès à trois minutes d'un jeu classique Nintendo[39].
- Captain Toad: Treasure Tracker : la figurine Toad offre au joueur la possibilité de jouer à un nouveau mode de jeu nommé cache-cache[40].
- Hive Jump
- Hyrule Warriors : les figurines de Link et Link Cartoon offrent une arme exclusive[41], et les autres amiibo ajoutent des rubis ou des armes aléatoirement (ceux de la série The Legend of Zelda offrant une arme de qualité supérieure)[42].
- Kirby et le Pinceau arc-en-ciel : les amiibo Kirby, Meta Knight et Roi Dadidou permettent de débloquer des skins de Kirby ayant chacun une compétence particulière[43].
- Mario et Sonic aux Jeux olympiques de Rio 2016
- Mario Kart 8 : certaines figurines amiibo peuvent être utilisées pour débloquer des tenues pour les Mii[44].
- Mario Party 10 : neuf des figurines amiibo peuvent être utilisées pour débloquer des mini-plateaux de jeu dans le mode amiibo party[45].
- Mario Tennis: Ultra Smash
- Pokkén Tournament
- Shovel Knight : permet de débloquer un mode coopération, des challenges et des options de customisations.
- Skylanders: SuperChargers
- Splatoon : les amiibo de la série Splatoon permettent de débloquer des missions additionnels et des objets ou des armes exclusifs aux amiibo.
- Star Fox Zero
- Super Mario Maker : les amiibo compatibles permettent, grâce à un champignon ?, de transformer Mario en un autre personnage. Il y a aussi l'amiibo Mario couleurs classiques ou couleurs modernes qui transforme Mario en Mario Géant.
- Super Smash Bros. for Wii U : uniquement utilisable dans le mode Smash, les figurines de personnages de Super Smash Bros. deviennent des "joueurs figurines" qui peuvent se joindre aux combats, pouvant monter de niveaux jusqu'au niveau 50. Les amiibo sont soit vos alliés, soit vos ennemis dans le mode Smash[46].
- Taiko no Tatsujin: Atsumete Tomodachi Daisakusen!
- The Legend of Zelda: Breath of the Wild : les amiibo des autres jeux Zelda permet d’obtenir des armures armes, etc. Les autres amiibo donnent des ressources poissons...
- The Legend of Zelda: Twilight Princess HD : l'amiibo de Link Loup permet d'avoir accès aux Épreuves du Loup.
- Yoshi's Woolly World : les amiibo Yoshi permettent de débloquer un deuxième Yoshi qui effectue les mêmes gestes que le joueur, avec la possibilité de le transformer en boule pour atteindre certaines plates-formes[47]. Les autres amiibo permettent de modifier la couleur de Yoshi en le personnage représenté sur la figurine[48].

### Nintendo 3DS
- Ace Combat: Assault Horizon Legacy Plus : débloque des peintures pour certains modèle d'avion[49].
- Animal Crossing: Happy Home Designer : les cartes et figurines amiibo permettent de décorer la maison du personnage sur la carte balayée. Une fois la maison décorée, le joueur peut inviter d'autres personnages à visiter la maison en balayant d'autres cartes de la même série.
- Animal Crossing: New Leaf (Welcome Amiibo) : grâce à une mise à jour du jeu sortie le 2 novembre 2016, les cartes et figurines amiibo permettent d'invoquer les personnages représentés. Le joueur obtient ainsi certains articles de collection en jeu et peut inviter les personnages à s'établir dans sa ville. La mise à jour gratuite Animal Crossing: New Leaf - Welcome amiibo est requise.
- Bye-Bye BoxBoy!
- Chibi-Robo! Zip Lash
- Code Name: S.T.E.A.M. : les amiibo de la série Fire Emblem permettent de jouer avec ces personnages[50].
- Fire Emblem Echoes: Shadows of Valentia : permet à Alm et Celica d'invoquer soit le personnage de la série Fire Emblem représenté sur l'amiibo utilisé en tant qu'allié ponctuel, soit un spectre.
- Fire Emblem Fates[51] : permet de recruter le personnage de la série Fire Emblem représenté sur la figurine en remportant un combat contre lui.
- Hey! Pikmin
- Hyrule Warriors Legends
- Katachi Shin Hakken! Rittai Picross 2
- Kirby: Planet Robobot : certains amiibo donnent des pouvoirs à Kirby lorsqu'ils sont utilisés.
- La Nouvelle Maison du style 2[52]
- Mario & Luigi: Paper Jam Bros.
- Mario & Luigi: Voyage au centre de Bowser
- Mario et Sonic aux Jeux olympiques de Rio 2016
- Mario Sports Superstars
- Mega Man Legacy Collection
- Monster Hunter Stories
- Miitopia : débloque des tenues basés sur l'amiibo scanné pour les Mii, les amiibo des personnages non Nintendo permettent cependant d'obtenir des tickets de jeu.
- One Piece: Super Grand Battle! X : débloque des costumes basés sur l'amiibo scanné pour les personnages du jeu[53].
- Poochy & Yoshi's Woolly World : débloque un motif inspiré de l'amiibo scanné.
- Shovel Knight : permet de débloquer un mode coopération, des challenges et des options de customisations.
- Skylanders: SuperChargers
- Super Smash Bros. for Nintendo 3DS : uniquement utilisable dans le mode Smash, les figurines de personnages de Super Smash Bros. deviennent des "joueurs figurines" qui peuvent se joindre aux combats, pouvant monter de niveaux jusqu'au niveau 50. Les amiibo sont soit vos alliés, soit vos ennemis dans le mode Smash[46].
- Team Kirby Clash Deluxe : permet d'obtenir des fragments (jusqu'à cinq amiibo peuvent être scanné par jour).
- Word Search par POWGI

### New Nintendo 3DS
- Xenoblade Chronicles 3D[54] : la figurine de Shulk permet de débloquer 3 pièces par jour afin de compléter les collections de personnages et de musiques.

### Nintendo Switch
- Animal Crossing: New Horizons : Les amiibo compatibles de la série Animal Crossing permettent, pour les habitants, de venir au camping de l'île afin d'être invité pour devenir un résident. Ils peuvent également être appelés depuis l'île de Joe pour être pris en photo afin d'obtenir leur poster.
- Bayonetta 2 : Les amiibo compatibles donnent des costumes ou objets dans le jeu[55].
- Captain Toad: Treasure Tracker : L'amiibo Toad permet de devenir temporairement invincible. L'une des 3 amiibo de Super Mario Odyssey pour débloquer les niveaux instantanément les niveaux spécifiques Super Mario Odyssey. Les autres amiibo donnent une vie supplémentaire[56].
- Fire Emblem Warriors : compatible avec les amiibo sur thème Fire Emblem[57].
- Kirby Star Allies : Les amiibo donnent des pièces de tableau supplémentaire[58].
- Little Nightmares Complete Edition : L'amiibo Pac-Man débloque deux personnages portant un Pakku Mask[59].
- Mario + The Lapins Crétins: Kingdom Battle : Les amiibo compatibles sont Mario, Luigi, Yoshi et Peach et ils permettent d’obtenir une nouvelle arme pour chaque personnage ainsi qu’à leur version “Lapin”.
- Mario Kart 8 Deluxe : certaines figurines amiibo peuvent être utilisées pour débloquer des tenues pour les Mii comme pour sa version Wii U[60],[61].
- Pokkén Tournament DX : Les amiibo débloquent tenues, titres et argent[62].
- Splatoon 2 : Les amiibo de la série Splatoon permettent d'obtenir de nouvelles tenues, musiques et de prendre des photos avec l'amiibo utilisé. Ils permettent également de sauvegarder ses équipements, réglages... afin de se changer plus rapidement dans le hall ou dans le menu de personnalisation[63].
- Super Mario 3D World + Bowser's Fury : Le Mario chat permet de se transformer en chat invincible blanc, tandis que Peach chat permet d'obtenir un pouvoir aléatoire. Les autres amiibo de la série Super Mario permettent d'avoir une étoiles d'invicibilité et les autres amiibo donnent une vie. Dans le mode Bowser's Fury, un des 3 amiibo Bowser ou un des 2 Skylanders Bowser déclenche immédiatement sa fureur. Un amiibo de Bowser Jr. déclenche un effet similaire à une bloc POW.
- Super Mario Odyssey : révèle l'emplacement d'une lune de puissance et permet aussi d'obtenir un costume à l'effigie de l'amiibo (collection Super Mario uniquement) utilisé[64].
- Super Mario Party : Les amiibo de personnages jouable débloquent leurs stickers. Les autres donnent des points[65].
- Super Smash Bros. Ultimate : Comme dans le jeu Wii U, les amiibo peuvent être utilisés pour stocker des combattants FIG capables d'évoluer et qui sont utilisés comme alliés ou adversaires des joueurs dans le mode Smash. Les autres amiibo n'étant pas des personnages jouables donnent des esprits.
- The Elder Scrolls V: Skyrim : Les amiibo compatible de la série Legend of Zelda donnent de l'équipement inspiré de Legend of Zelda. Les autres amiibo donnent un coffre d'équipement[66].
- The Legend of Zelda: Breath of the Wild : les amiibo des autres jeux Zelda permet d’obtenir des armures, armes... Ceux des prodiges débloquent des tenues spécifique inspirées de leur animal gardien. Les autres amiibo donnent des ressources[67].
- Xenoblade Chronicles 3 : en utilisant l'amiibo Shulk, il est possible de changer l'apparence de la Lame de la classe des épéistes afin qu'elle prenne la forme de Monado[68].

## Réception

### Ventes
Lors de la conférence téléphonique du 28 janvier 2015 concernant les résultats financiers du troisième trimestre de l'année fiscale 2014-2015 de la compagnie, le président Satoru Iwata a annoncé que 5,7 millions de figurines amiibo ont été vendues en moins de deux mois. Au 31 mars 2015, les ventes s'élèvent à 10,5 millions, dont 66 % en Amérique du Nord. Fin septembre 2015, le nombre total d'unités vendues est de 21,10 millions. Au 31 décembre 2015, les ventes des figurines s'élèvent à 31 millions, et celles des cartes à 21,5 millions.